# Козыревка (Курганская область)
Козыревка — деревня в Целинном муниципальном округе Курганской области России.

## География
Деревня находится на юго-западе Курганской области, в пределах юго-западной части Западно-Сибирской равнины, в лесостепной зоне, на западном берегу озера Солёного, на расстоянии примерно 19 километров (по прямой) к северо-западу от села Целинного, административного центра округа. Абсолютная высота — 171 метр над уровнем моря.

### Климат
Климат характеризуется как резко континентальный, с холодной продолжительной малоснежной зимой и жарким сухим летом. Средняя продолжительность безморозного периода составляет 113 дней. Среднегодовое количество атмосферных осадков — 397мм.

## История
До 1917 года входила в состав Заманиловской волости Челябинского уезда Оренбургской губернии. По данным на 1926 год состояла из 49 хозяйств. В административном отношении входила в состав Иванковского сельсовета Усть-Уйского района Челябинского округа Уральской области.

## Население
| 1989 | 2002 | 2010 |
| ---- | ---- | ---- |
| 79   | ↘33  | ↘13  |

По данным переписи 1926 года в деревне проживало 213 человек (98 мужчин и 115 женщин), в том числе: украинцы составляли 72 % населения, русские - 28 %.

### Гендерный состав
По данным Всероссийской переписи населения 2010 года в гендерной структуре населения мужчины составляли 69,2 %, женщины — соответственно 30,8 %.

### Национальный состав
Согласно результатам Всероссийской переписи населения 2002 года, в национальной структуре населения русские составляли 94 %.